# جایزه کتاب آمریکا
جایزه کتاب آمریکا (انگلیسی: American Book Awards) یک جایزه ادبی آمریکایی است که همه ساله برگزیده‌ای از کتابهای موفق و نویسندگانی که آثار برجسته‌ای را ارائه کرده‌اند تعیین و معرفی می‌کند.

## اهدای جایزه
براساس اطلاعیه مطبوعاتی سال ۲۰۱۰ جایزه ادبی آمریکا، این «جایزهٔ نویسندگانی» است که به سایر نویسندگان اهدا می‌کنند. این جایزه رده‌بندی ندارد، کسی نامزد دریافت جایزه نمی‌شود بنابراین بازنده‌ای نخواهد داشت.
این جایزه توسط بنیاد قبل از کریستف کلمب اداره می‌شود که در سال ۱۹۷۸ تأسیس شد و از سال ۱۹۸۰ با اعطای اولین جایزه افتتاح گردید و لیستی از هشت نشریه ادبی را در سال ۱۹۷۹ معرفی کرد. هدف از اهدای جایزه کتاب آمریکا، افزودن بر افتخارات ادبیات آمریکا بدون محدودیت قائل شدن یا تبعیض، جنس، قوم یا تابعیت است. برندگان پیشین شامل نویسندگان رمان، دانشمندان علوم اجتماعی، شاعران و مورخانی نظیر تونی موریسون، ادوارد سعید، ایزابل آلنده، بل هوکس، دان دلیلو، رابین دی جی. کلی و جوی هاریو بودند.